# Georg Streitberger
Georg Streitberger (* 26. April 1981 in Zell am See) ist ein ehemaliger österreichischer Skirennläufer. Seine stärkste Disziplin war der Super-G. Er wurde im Jahr 2000 Juniorenweltmeister im Riesenslalom und gewann zweimal die Super-G-Wertung im Europacup. Im Weltcup gewann er eine Abfahrt und zwei Super-G.

## Biografie

### Juniorenzeit
Streitberger wurde als erstes von drei Kindern des Ehepaars Frieda und Georg Streitberger geboren. Vor allem auf Betreiben seines Vaters, eines passionierten Skifahrers, stand der Junge schon im Alter von vier Jahren das erste Mal auf Skiern und bestritt mit sechs Jahren die ersten Kinderrennen. Noch als Kind meldeten ihn seine Eltern im Skiclub Saalbach-Hinterglemm an, wo sie gute Trainingsbedingungen für das Talent ihres Sohnes vorfanden. Es folgten erste Siege bei Kinder- und Schülerrennen, darunter zwei österreichische Schülermeistertitel in den Jahren 1995 und 1996.
Nach dem Abschluss der Volks- und Hauptschule in seinem Heimatort Maishofen wechselte der 15-jährige Streitberger auf die Skihandelsschule Schladming, wo er nach und nach an die alpinen Kader des Österreichischen Skiverbandes (ÖSV) herangeführt wurde. Seine ersten FIS-Rennen bestritt er im Dezember 1996. In den Jahren 1997 und 1998 gewann er in seiner Altersklasse drei österreichische Jugendmeistertitel. Im Europacup war der Salzburger erstmals im Jänner 1998 bei den Rennen in Zauchensee im Einsatz, danach erst wieder zwei Jahre später. Mit dem Sieg im Riesenslalom bei den Juniorenweltmeisterschaften 2000 in Québec feierte er seinen ersten internationalen Erfolg. Als Juniorenweltmeister kam er beim Saisonfinale in Bormio zu seinem ersten Einsatz im Weltcup, wo er den 24. Rang belegte. Vorerst blieb dies sein einziger Weltcupstart.

### Erfolge im Europacup
Im Winter 2001 wurde Streitberger Österreichischer Juniorenmeister im Riesenslalom und im Super-G. Bei den Juniorenweltmeisterschaften 2001 hatte er aber weniger Erfolg und er belegte den sechsten Platz im Super-G und Rang neun in der Abfahrt. Im Jänner 2002 gelang ihm mit Platz zwei in der Abfahrt von St. Moritz der erste Podestplatz im Europacup. In der Saison 2002/03 kam er in Abfahrt und Super-G viermal auf das Podest, womit er in der Abfahrtswertung Vierter, im Super-G Siebenter und im Gesamtklassement Achter wurde.
In der nächsten Saison feierte er im Super-G von Zauchensee seinen ersten Europacupsieg und in zwei Abfahrten kam er jeweils auf den dritten Platz. Streitberger gewann die Super-G-Wertung und erhielt dadurch für die nächste Saison einen Fixstartplatz im Weltcup. Die Ergebnisse in der Weltcupsaison 2004/05 waren aber, mit Ausnahme des 14. Platzes im Super-G von Kitzbühel, wenig erfreulich, und so kam er auch in diesem Winter hauptsächlich im Europacup zum Einsatz, wo er zweimal auf das Podest fuhr. In der Europacupsaison 2005/06 konnte er mit zwei Siegen und weiteren drei Podestplätzen erneut die Super-G-Wertung gewinnen. Auch in der Abfahrt gelang ihm ein Sieg und ein dritter Platz, womit er in dieser Disziplinenwertung, ebenso wie im Gesamtklassement, den dritten Platz belegte. Im Weltcup blieb er in seinen fünf Saisonrennen ohne Punkte. Bei den österreichischen Meisterschaften wurde er hinter Andreas Buder Zweiter in der Abfahrt.

### Etablierung im Weltcup
In der Saison 2006/07 konnte sich Streitberger im Weltcup etablieren. Er kam in drei Super-Gs in die Top 10 und erreichte den zehnten Platz im Super-G-Weltcup. Sein bestes Resultat war Rang sechs in Gröden. Nach Saisonende stieg der Salzburger vom A-Kader in die Nationalmannschaft auf. In der Saison 2007/08 fuhr Streitberger in den ersten drei Monaten nur zweimal unter die besten zehn. Zum dritten Mal kam er am 1. März 2008 in der Abfahrt von Kvitfjell in die Top 10. Am folgenden Tag feierte er im Super-G seinen ersten Weltcupsieg. Das Rennen wurde vom schweren Sturz seines Landsmanns Matthias Lanzinger überschattet. Die Saison 2008/09 begann Streitberger mit Rang vier in der Abfahrt von Lake Louise. Danach kam er jedoch im gesamten Winter nicht mehr unter die besten zehn. Schließlich wurde er nach Saisonende von der Nationalmannschaft wieder in den A-Kader zurückversetzt.
Am 22. Jänner 2010 fuhr Streitberger im Super-G in Kitzbühel auf den dritten Platz und stand damit zum ersten Mal nach fast zwei Jahren wieder auf dem Podest. Insgesamt fuhr er in der Saison 2009/10 dreimal unter die besten zehn. Bei den Olympischen Winterspielen 2010 in Vancouver erzielte Streitberger Platz 17 im Super-G. In der Super-Kombination verzichtete er nach dem 20. Abfahrtsrang auf einen Start im Slalomdurchgang. Am 4. Dezember 2010 feierte Streitberger im Super-G von Beaver Creek seinen zweiten Weltcupsieg. Nach einem weiteren Podestplatz im Super-G von Kitzbühel kam Streitberger in der Abfahrt von Chamonix am 29. Jänner 2011 zu Fall und zog sich dabei einen Bruch des Schienbeinkopfes zu, womit er den Rest der Saison verpasste. Zu diesem Zeitpunkt führte er die Super-G-Weltcupwertung an – am Ende der Saison blieb ihm noch Platz zwei hinter Didier Cuche.

### Comeback, erneute Verletzung und Rücktritt
Mit seinen guten Ergebnissen gelang Streitberger für die Saison 2011/12 die Rückkehr in die ÖSV-Nationalmannschaft. In dieser Comebacksaison konnte er aber nicht ganz an die Vorjahresergebnisse anschließen. Ein zehnter und ein achter Platz zu Saisonbeginn in den Abfahrten von Lake Louise und Beaver Creek blieben seine besten Ergebnisse, im Super-G verpasste er mehrmals die Top 10 nur knapp. Gegen Ende der Saison 2012/13 fuhr er zweimal aufs Podest, in der Abfahrt von Garmisch-Partenkirchen und im Super-G von Kvitfjell.
Die Saison 2013/14 begann in Lake Louise vielversprechend mit dem 6. Platz in der Abfahrt und mit dem 3. Platz im Super G. Bis nach den Olympischen Spielen in Sotschi, bei denen Streitberger nur den 17. Platz in der Abfahrt und den 21. Platz im Super G erreichte, konnte er aber nicht an diese Leistungen anschließen. Die Abfahrt Kvitfjell am 28. Februar gewann er gemeinsam mit Kjetil Jansrud; es war dies sein erster Sieg in dieser Disziplin.
Im Jänner 2016 stürzte er im Hahnenkammrennen auf der Streif schwer. Er erlitt einen Riss des vorderen Kreuzbandes sowie einen Riss des Außenmeniskus des rechten Knies und musste die Saison vorzeitig beenden. Er trat in der Saison 2016/17 lediglich am 2. Dezember 2016 beim Super-G in Val-d’Isère an, wo er nur Rang 43 belegte. Seine gesundheitlichen Probleme ließen keine weiteren Starts mehr zu. Am 9. März 2017 gab er sein Karriereende bekannt.

## Erfolge

### Olympische Winterspiele
- Vancouver 2010: 17. Super-G
- Sotschi 2014: 17. Abfahrt, 21. Super-G

### Weltmeisterschaften
- Schladming 2013: 10. Super-G
- Vail/Beaver Creek 2015: 8. Super-G, 29. Abfahrt

### Weltcup
- 10 Podestplätze, davon 3 Siege:

| Datum            | Ort          | Land     | Disziplin |
| ---------------- | ------------ | -------- | --------- |
| 2. März 2008     | Kvitfjell    | Norwegen | Super-G   |
| 4. Dezember 2010 | Beaver Creek | USA      | Super-G   |
| 28. Februar 2014 | Kvitfjell    | Norwegen | Abfahrt * |

* zeitgleich mit Kjetil Jansrud

### Weltcupwertungen
| 2004/05 | 116.                                | 18                                  | –                                   | –                                   | 36.                                 | 18                                  | –                                   | –                                   |                                     |                                     |                                     |                                     |                                     |                                     |
| 2006/07 | 45.                                 | 181                                 | 39.                                 | 45                                  | 10.                                 | 136                                 | –                                   | –                                   |                                     |                                     |                                     |                                     |                                     |                                     |
| 2007/08 | 33.                                 | 289                                 | 22.                                 | 114                                 | 11.                                 | 174                                 | 52.                                 | 1                                   |                                     |                                     |                                     |                                     |                                     |                                     |
| 2008/09 | 50.                                 | 163                                 | 23.                                 | 89                                  | 23.                                 | 50                                  | 25.                                 | 24                                  |                                     |                                     |                                     |                                     |                                     |                                     |
| 2009/10 | 48.                                 | 168                                 | 34.                                 | 40                                  | 13.                                 | 128                                 | –                                   | –                                   |                                     |                                     |                                     |                                     |                                     |                                     |
| 2010/11 | 24.                                 | 329                                 | 23.                                 | 102                                 | 2.                                  | 227                                 | –                                   | –                                   |                                     |                                     |                                     |                                     |                                     |                                     |
| 2011/12 | 52.                                 | 189                                 | 25.                                 | 91                                  | 20.                                 | 98                                  | –                                   | –                                   |                                     |                                     |                                     |                                     |                                     |                                     |
| 2012/13 | 19.                                 | 356                                 | 8.                                  | 205                                 | 10.                                 | 151                                 | –                                   | –                                   |                                     |                                     |                                     |                                     |                                     |                                     |
| 2013/14 | 23.                                 | 343                                 | 14.                                 | 197                                 | 9.                                  | 146                                 | –                                   | –                                   |                                     |                                     |                                     |                                     |                                     |                                     |
| 2014/15 | 23.                                 | 360                                 | 12.                                 | 232                                 | 16.                                 | 128                                 | –                                   | –                                   |                                     |                                     |                                     |                                     |                                     |                                     |
| 2015/16 | 75.                                 | 108                                 | 39.                                 | 33                                  | 26.                                 | 75                                  | –                                   | –                                   |                                     |                                     |                                     |                                     |                                     |                                     |
| 2016/17 | verletzungsbedingt keine Ergebnisse | verletzungsbedingt keine Ergebnisse | verletzungsbedingt keine Ergebnisse | verletzungsbedingt keine Ergebnisse | verletzungsbedingt keine Ergebnisse | verletzungsbedingt keine Ergebnisse | verletzungsbedingt keine Ergebnisse | verletzungsbedingt keine Ergebnisse | verletzungsbedingt keine Ergebnisse | verletzungsbedingt keine Ergebnisse | verletzungsbedingt keine Ergebnisse | verletzungsbedingt keine Ergebnisse | verletzungsbedingt keine Ergebnisse | verletzungsbedingt keine Ergebnisse |

### Juniorenweltmeisterschaften
- Québec 2000: 1. Riesenslalom
- Verbier 2001: 6. Super-G, 9. Abfahrt

### Europacup
- Saison 2003/04: 1. Super-G-Wertung
- Saison 2005/06: 3. Gesamtwertung, 1. Super-G-Wertung, 3. Abfahrtswertung
- Saison 2006/07: 2. Abfahrtswertung
- 21 Podestplätze, davon 5 Siege:

| Datum           | Ort            | Land       | Disziplin |
| --------------- | -------------- | ---------- | --------- |
| 23. Jänner 2004 | Zauchensee     | Österreich | Super-G   |
| 18. Jänner 2006 | Sella Nevea    | Italien    | Abfahrt   |
| 24. Jänner 2006 | Châtel         | Frankreich | Super-G   |
| 25. Jänner 2006 | Châtel         | Frankreich | Super-G   |
| 17. März 2007   | Santa Caterina | Italien    | Abfahrt   |

### Weitere Erfolge
- Österreichischer Juniorenmeister im Riesenslalom und im Super-G 2001
- 7 Siege in FIS-Rennen (5 × Riesenslalom, 2 × Super-G)